# Novorosszija (történelmi régió)
Novorosszija (magyarul: Új-Oroszország) a cári Orosz Birodalom egy történelmi régiójának megnevezése volt a 18. században. Ez a terület nagy részben a Fekete-tenger északi partvidékét öleli fel, amely területek a mai Ukrajna részét képezik. Ukrán megnevezése a Sztyepovina (magyarul: sztyeppeföld), vagy Nizs (magyarul: alföld). Az elsősorban kozákok által gyéren lakott és felügyelt – az ún. „déli hetmanátus” – területeken alakított ki Nagy Katalin állami fennhatóságú tartományt Novorosszijai kormányzóság néven, amely 1764 és 1802 között állt fenn és elsősorban katonai ütközőzónaként funkcionált az Oszmán Birodalom északkeleti szárnya és az Orosz Birodalom törzsterületei között. Jelentőségét az 1768-as orosz–török háború során érte el, majd az oroszok expanziós tervei során, 1775-ben a kormányzóságba olvasztották a Zaporizzsjai szicset is.
A kormányzóság fennállásának közel negyven éve alatt számos területet csatoltak hozzá és vontak ki belőle a besszarábiai moldovai területekből, a Fekete-tenger partvidékét (ukránul Prihornomoria), Zaporizzsját, Tavriát, az Azovi-tenger partvidékének egy részét (Priazovia), a Krím tatár kánsági területeit, a Kubán folyó partvidékét és a cserkasszi területek nyugati részét. A kormányzóságot feloszlatták 1783-ban, még Katalin cárnő uralkodása idején, majd újraalapították 1796-ban. Véglegesen 1802-ben oszlatták fel I. Sándor orosz cár uralkodásának kezdeti szakaszában.
A terület később is fontos kiinduló pontja lesz az orosz–török háborúknak: a napóleoni időszak idején, a krími háborúban, majd a román függetlenséggel végződő 1877–1878-as orosz–török háborúban egyaránt. Részese maradt az Orosz Birodalomnak annak 1917-es összeomlásáig. A februári forradalom után a rövid életű Orosz Köztársaság részévé vált, majd 1918-ban az újonnan megalakult Ukrán Állam (Ukranszka Derzsa) és az Ukrán Szovjet Köztársaság része ugyanabban az időben. Az 1919–1920 közötti időszakban a bolsevikellenes „fehérek” vezette Dél-Oroszország irányítja a területet az oroszországi polgárháború idején, majd nem sokkal később, vereségük után az Ukrán Szovjet Szocialista Köztársaság része lesz, mely 1922-ben csatlakozik a Szovjetunióhoz, mint alapító tagállam és részese is annak 1991-es  felbomlásának időszakáig.
A 2014-ben önhatalmúlag kikiáltott azonos nevű „fantomállam” alapítói erre a történelmi területre, kormányzóságra hivatkozva határozták meg létjogosultságát.

## Fordítás
- Ez a szócikk részben vagy egészben  a   Novorossiya című angol Wikipédia-szócikk ezen változatának fordításán alapul.  Az eredeti cikk szerkesztőit annak laptörténete sorolja fel. Ez a jelzés csupán a megfogalmazás eredetét és a szerzői jogokat jelzi, nem szolgál a cikkben szereplő információk forrásmegjelöléseként.